# Maria-Hemelvaartkerk (Kelmis)

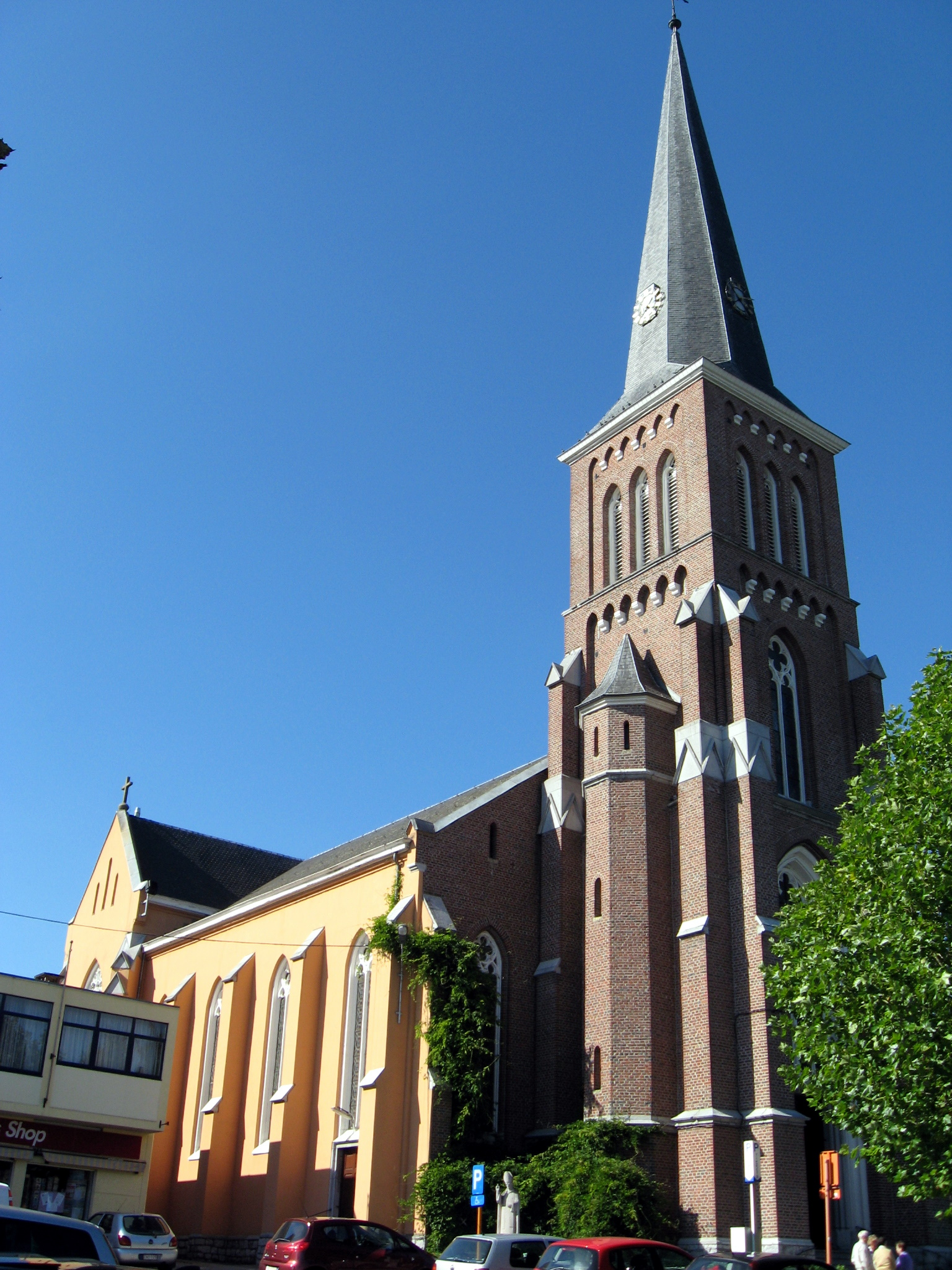
Maria Hemelvaartkerk

De Maria Hemelvaartkerk (Mariä-Himmelfahrtskirche) is de parochiekerk van de Belgische plaats Kelmis, gelegen aan het Kirchplatz.

## Geschiedenis
Deze kerk is gelegen in het voormalige Neutraal Moresnet en werd gebouwd van 1863-1865 in neogotische stijl. Zowel de Belgische als de Pruisische regering, en ook de zinkmaatschappij Vieille-Montagne, steunden de bouw.

## Gebouw
Het betreft een bakstenen kruiskerk. Het interieur is neogotisch en werd in de jaren na de inwijding geplaatst, de kruiswegstaties in 1879. Merkwaardig is de gedenkplaat in het voorportaal, waarop de namen te vinden zijn van zowel de (tegen elkaar strijdende) Belgische en Duitse soldaten uit Kelmis, welke tijdens de Eerste Wereldoorlog gesneuveld zijn.